# ロブ・フォード
ロバート・ブルース・"ロブ"・フォード（Robert Bruce "Rob" Ford、1969年5月28日 - 2016年3月22日）は、カナダの政治家、実業家。オンタリオ州トロントの第64代市長を務めた。フォードは、2010年トロント市長選挙 (Toronto mayoral election, 2010) で当選し、12月1日から市長に就任した。

## 経歴
市長就任前、フォードはエトビコ地区を代表する市議会議員を務めていた。市議会議員としては2000年トロント市議会選挙 (Toronto municipal election, 2000) で初当選し、2003年、2006年の選挙でも再選された。兄のダグ・フォード・ジュニア (Doug Ford, Jr.) は、現在トロント市議である。父ダグ・フォード・シニア (Doug Ford, Sr.) も、かつては政治家として活動しており、オンタリオ州議会議員 (Member of Provincial Parliament (Ontario)) を務めた。フォード家は、エトビコに拠点を置く、ラベル制作や印刷事業を行う多国籍企業 Deco Labels を所有している。

## スキャンダル
政界進出後のフォードは、個人的な事柄や公務との関係で数多くの批判を浴び、法的措置をとられており、特に利益相反行為を指摘された裁判 (Rob Ford conflict of interest trial) では、危うく失職しかけるところまで追いつめられた。2013年には、薬物乱用疑惑が持ち上がり、カナダ国内にみならず国際的にも大きく報道された。この疑惑は、フォード市長を捜査対象に含むトロント市警察 (Toronto Police Service) の調査が進められる中でも報道が続いた。これらの疑惑について、フォードは最終的に事実であることを認め、「おそらく、酔っぱらってぼんやりしていたときに一度 (probably in one of my drunken stupors)」クラック・コカインを使用したと述べた。
フォードが薬物乱用を認めたことは様々な議論を巻き起こしたが、不適切な行為の告発はさらに続き、トロント市議会は2013年11月15日に、市長権限の一部をフォードから取り上げ、フォードの任期の残存期間中は副市長ノーム・ケリー (Norm Kelly) にこれを委ねるという決定をした。2013年11月18日には、市議会はさらに追加の決議を行い、より多くの権限をフォードからケリーに移した。フォートは休職に追い込まれ、アルコール中毒と薬物中毒の治療を行った。

## 死去
数多くのスキャンダルにもかかわらず、フォードは2014年10月に予定されていた次の市長選挙には出馬する予定でいた。しかし、自身が悪性腫瘍に侵されていたことが分ると2014年9月に選挙からの撤退を表明した。フォードは多形性脂肪肉腫と診断され、手術と放射線治療、そして化学治療が実施された。フォードは市長の任期を終えたのちに市議会議員に立候補して当選した。しかし脂肪腫が膀胱に転移し、彼が市議として活動できた時間は長くなかった。家族によって "get-well-soon"と呼ばれるウェブサイトが開設され、2週間でフォードの支持者からの肯定的なメッセージが5000通集まった。フォードは2016年3月22日に死去した（46歳）。葬儀はトロントのセントジェームス大聖堂で3月30日に行われた。

## 功績
サッカーの教育に熱心であり、20,000ドルを寄付して活動資金に困窮するサッカーチームを支援するためにロブフォードフットボール財団という組織を立ち上げている。市長時代の前半は議会もフォードに協力的であった。フォードは市長になったのちに、年間60ドルの個人用車両登録税を廃止し、トロント交通局の値上げも中止させた。スカボロー線の延長も推進した。市議時代には各評議員の200,000ドルのオフィス予算、会議への旅費、市のリムジンの使用およびクラブ会員資格の終了を提案し、2001年の固定資産税を5％増やす法案にも反対票を投じている。2001年の議員報酬は年間わずか10ドルしか受け取らず、2002年の報酬は年間4ドルであった。